# Child in Time
Child in Time è una canzone della band hard rock Deep Purple. Fu pubblicata sull'album Deep Purple in Rock (1970) e fu uno dei cavalli di battaglia del gruppo nelle performance dal vivo del periodo 1970-1973 (quello della cosiddetta formazione mark II). Una versione è pubblicata nel doppio album dal vivo Made in Japan (1972).
Per ammissione dello stesso Ian Gillan, il riff principale del brano nacque da Jon Lord sentendo suonare il brano Bombay Calling del gruppo It's a Beautiful Day, da cui si partì per arrivare con un diverso arrangiamento.
Musicalmente può essere considerata una sorta di suite. Parte da un giro di organo Hammond eseguito dal tastierista Jon Lord, si sviluppa sulla melodia cantata in modo sempre più acuto e aggressivo da Ian Gillan e un testo in chiara opposizione alla guerra; la struttura del brano, è un crescendo che viene drammatizzato magistralmente dagli acuti di Gillan che ne fanno una pietra miliare del rock.
Tra le parti cantate, Ritchie Blackmore realizza uno dei suoi assolo più riusciti; lo sviluppa in un crescendo che si arresta repentinamente alla ripresa della strofa iniziale. Infine sia il suono della chitarra, sia quello degli altri strumenti, diventano più cupi e pesanti.
Proposta quasi sempre nei concerti, dal vivo viene suonata anche in versioni estese: sono famose le versioni dall'album Made in Japan e quella del concerto in Danimarca del 1972, della quale esiste anche la registrazione in video.
L'ultima versione dal vivo venne inserita nell'album Come Hell or High Water (1994).
L'ultima volta in cui venne eseguita dal vivo risale al 17 marzo 2002 durante un concerto in Russia, in seguito non venne mai più riproposta, presumibilmente per le difficoltà di Gillan a ritrovare la voce e la potenza che caratterizzavano la versione in studio; L'ultima formazione ad averla eseguita è quella attuale, detta "Mark VIII" (Ian Paice, Ian Gillan, Roger Glover, Steve Morse e Don Airey).
Gillan è molto affezionato a questa canzone, tanto che ne ha realizzato una versione jazzeggiante nel suo primo lavoro da solista; quando si separò per la prima volta dai Deep Purple, nel 1973, convinse Glenn Hughes (la voce più acuta del duo formato con David Coverdale) a non riproporla mai dal vivo. La promessa fu sempre mantenuta.

## Curiosità
- L'intro del brano Lo Show, prima traccia dell'album Gli spari sopra, di Vasco Rossi, è un chiaro omaggio a questo brano.

- Si racconta che durante il concerto che diede vita a Made in Japan la voce del cantante Ian Gillan fu misurata in decibel durante i celebri acuti della canzone. Si dice addirittura che al momento dell'acuto più alto i decibel che generò (insieme all'amplificazione) siano stati paragonati a quelli che avrebbe generato un aereo in partenza.[senza fonte]

- Il brano fa parte della colonna sonora del film Le onde del destino di Lars von Trier e del film Denti di Gabriele Salvatores; è inoltre presente nel film La banda Baader Meinhof di Uli Edel. Presente inoltre nel film Twister.

- È stato utilizzato nel 2015 per lo spot del profumo Flower by Kenzo.

## Principali album e raccolte che includono il brano
- Concerto for Group and Orchestra - 1969 (precedente alla versione studio)
- Deep Purple in Rock - 1970 (versione originale in studio)
- Made in Japan - 1972 (versione dal vivo)
- 24 Carat Purple - 1975 (versione dal vivo)
- Child in Time - 1976 (versione jazz dei Ian Gillan Band)
- Deep Purple in Concert - 1980 (versione dal vivo registrata nel 1972)
- Nobody's Perfect - 1988 (versione dal vivo)
- Scandinavian Nights - 1988 (versione dal vivo registrata nel 1970)
- The Anthology - 1991 (versione studio)
- Come Hell or High Water - 1994 (versione dal vivo, disponibile anche nella versione video su DVD)
- Smoke on the Water: The Best Of - 1994 (versione studio)
- 30: Very Best of Deep Purple - 1998 (versione studio)
- The Very Best of Deep Purple - 2000 (versione studio)
- The Platinum Collection - 2005 (versione studio)
- A Fire in the Sky - 2017 (versione studio, ridotta nel CD singolo, integrale nel triplo CD)